# 61 Virginis d
61 Virginis d è un pianeta extrasolare che orbita attorno alla stella 61 Virginis, una nana gialla situata a 28 anni luce dal sistema solare.
È stato scoperto il 14 dicembre del 2009 con il metodo della velocità radiale tramite osservazioni con i telescopi Keck congiuntamente all'Anglo-Australian Planet Search.

## Caratteristiche
61 Virginis d è molto probabilmente un gigante gassoso un po' più massiccio di Urano o Nettuno; ha una massa stimata di 23 volte quella terrestre, il suo semiasse maggiore è di 0.476 U.A. (71 milioni di km) ed il suo periodo orbitale è di 123 giorni circa.